# Jean-Louis Massé
Jean-Louis Massé est un footballeur français né le 15 avril 1944 à Pellegrue dans le département de la Gironde. Il évolue au poste d'attaquant du milieu des années 1960 au milieu des années 1970.

## Biographie
Athlète spécialiste du 100 mètres et du saut en longueur, il rejoint en 1964 les Girondins de Bordeaux, il est prêté une saison à l'AS Cherbourg. En 1969, il rejoint l'Olympique avignonnais où il évolue trois ans. Il joue ensuite une saison au FC Metz puis une autre saison à l'AS Monaco. IL finit sa carrière au Montpellier LSC.